# Metacrap
Metacrap é um neologismo, mais precisamente um portmanteau, criado a partir das palavras em língua inglesa "metadata" (metadados) e "crap" (porcaria, lixo). A origem da expressão é desconhecida, mas ela foi popularizada por Cory Doctorow num ensaio publicado em 2001, intitulado "Putting the torch to seven straw-men of the meta-utopia".
Em seu ensaio, Doctorow ilustra os problemas de se confiar em metadados para representação do conhecimento em registros on-line ou arquivos traçando paralelos bem-humorados aos sistemas do mundo real, assim como mostrando exemplos do colapso de metadados em sistemas on-line com base na web. A fragilidade dos metadados é uma preocupação importante porque muito planejamento para a melhoria da web (como a web semântica) é baseado em algumas tendências de metadados sendo amplamente adotados e usados com algo objeto de cuidados, o que, de acordo com o trabalho de Doctorow, não vai e não pode acontecer.
Para Hongwei Zhu e Harris Wu, pesquisadores da Universidade de Old Dominion, o problema do "metacrap" surge quando os usuários que contribuem criando metadados o fazem guiados por um viés pessoal, o que compromete a pertinência da informação.
Os sete obstáculos instransponíveis de Doctorow para metadados confiáveis são:
1. As pessoas mentem
2. As pessoas são preguiçosas
3. As pessoas são estúpidas
4. Missão impossível: conhecer a si mesmo
5. Os esquemas não são neutros
6. Medições influenciam os resultados
7. Há mais do que uma forma de descrever algo

Outras razões que resultam em obsolescência dos metadados (porcaria, lixo) são:
1. Dados podem tornar-se irrelevante no tempo
2. Dados podem não ser atualizados com novas perspectivas

Isso significa que os resultados da pesquisa irão retornar dados obsoletos e incorretos.